# Discobola caledoniae
Discobola caledoniae là một loài ruồi trong họ Limoniidae. Chúng phân bố ở miền Australasia.